# 사이판섬

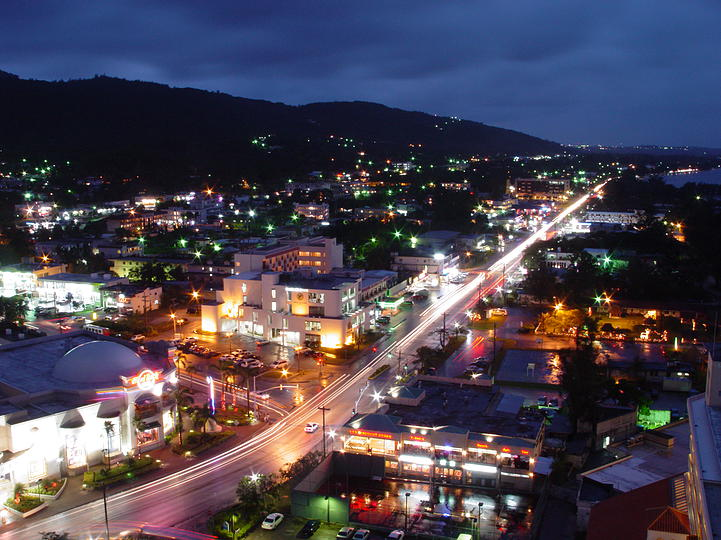
가라판(Garapan) 시내 전경

사이판(영어: Saipan 사이판[*], 스페인어: Saipán)은 전체 115.39 km2의 면적과 함께 서쪽의 태평양(15°10’51”N, 145°45’21”E)에 있는 마리아나 제도에 속하는 15개의 열대 섬이 하나로 늘어선, 북마리아나 제도의 가장 큰 섬이자 수도이다. 2020년 기준 사이판의 인구는 43,385명이다.
북위 15.25°와 동경 145.75°에 위치하며, 괌의 북쪽으로부터 대략 200 km 떨어진, 사이판은 20 km의 길이와 9 km의 폭을 가지고 있다. 그곳은 인기 있는 태평양 연안의 관광객 행선지이다. 일본령이었을 때의 이름은 사이판을 음역한 사이판섬(일본어: 彩帆島, さいぱんど 사이판도[*])이었다.
사이판의 서쪽은 모래 해변과 큰 규모의 석호를 창출하는 앞바다에 산호초가 자리 잡고 있다. 동쪽 해안은 주로 울퉁불퉁한 바위투성이의 절벽과 암초로 구성되어있다. 그곳의 가장 높은 지점은 474 m 높이의 타포차우 이라 불리는 산을 덮는 석회암이다. 많은 사람들은 타포차우 산을 활동이 멈춘 화산이라 여기지만, 사실 석회암 층이다. 타포차우 산의 북쪽에 만세 절벽은 언덕 산등성이다. 북쪽 대략 3.2 km에 위치한, 아츄가오산은 에오세 중심지가 현재 정상의 북쪽에서 멀지 않은 계층화된 혼성의 원추화산(圓錐火山)의 잔여로 해석된다.
2001년 현재, 섬의 주민들의 60%는 중국, 방글라데시, 필리핀, 태국, 베트남, 캄보디아 등지에서 온 계약직 노동자들이다. 사이판을 포함한 북마리아나 제도의 통치자는 Governor(주지사)로 불리며  테노리오,  바바우타, 베니그노 레페키 피티알 이후  그의 전 부주지사였던 엘로이 이노스를 거쳐 현재는 비교적 젊은 편인 Ralph DLG Torres (랠프 델리온 게레로 토레스)이다.

## 역사
사이판과 이웃하는 괌, 로타섬, 티니언섬을 따라서 북쪽으로의 더 작은 크기의 소형의 섬들까지 기원전 2000년경에 처음으로 사람이 살기 시작했다. 이들의 주요 이동수단은 카누였다. 15세기, 스페인인들이 항해 중에 괌에 처음으로 도착하여 차모로인과 마주쳤다. 그리고 스페인인들은 사이판을 합병했다. 1815년 경, 사타왈 출신의 많은 캐롤라이니언 족이 차모로족이 괌에 갇힌 시기 동안 사이판에 정착을 했으며, 차모로 종족의 땅과 권리의 상당한 손실을 초래했다. 1899년부터 베르사유 조약 발효 때까지는 독일이 사이판을 지배했으며, 1922년 이후에는 일본 제국이 신탁통치하는 남양 군도의 일부가 되었다. 일본은 사이판섬에서 낚시 산업과 설탕 산업을 주로 개발했으며, 1930년대 이후로는 병참기지를 건설하면서 30,000명의 군인을 주둔시켰다.
태평양 전쟁이 끝나가던 1944년 6월 15일, 미국 해병대는 일본 본토 공습을 위한 북마리아나 제도 장악의 일환으로 3주일 동안의 전투를 벌여 사이판섬을 점령하고 비행장을 건설했다. 이 사이판 전투가 벌어지는 동안 일본군들은 대부분 반자이 돌격 같은 방식으로 자살을 택했으며, 일본인들도 "반자이 절벽"이라 불리는 절벽에서 자살했다.이 곳에는 만세 절벽(Banzai Cliff)과 자살 절벽(Suicide Cliff)이 있다.
1986년 11월 북마리아나 제도가 미국에 가입하면서 미국령의 일부가 되었다. 북마리아나 제도와 미국은 북마리아나 제도가 확실한 연방법으로부터 면제받기로 동의하면서, 어떤 관련된 산업 관계와 이민을 포함했다. 그 결과, 호텔과 관광이 증가하고, 상당히 많은 의류공장이 개업했다. 의복 제작은 사이판의 주요 경제력이 되었으며, 그 제품에 "made in the U.S.A"의 꼬리표를 붙임과 동시에 수천의 계약직 외국인노동자들을 고용했다. 저가의 의류가 미국 수입 관세에서 면제됨과 함께 미국 시장에 공급하는 것을 지속했다. 이 공장들에서 고용자들이 경험한 작업 조건과 대우는 논쟁과 비평의 주제가 되었다

## 기후
열대 기후가 나타나며 쾨펜의 기후 구분에 따르면 열대 우림 기후(Af)이나 우건기의 구분이 존재하는 열대 몬순 기후(Am)의 특성도 가지고 있다. 12월부터 6월까지가 건기이며 7월부터 11월까지는 우기이다.
| 사이판 국제공항의 기후                                           | 사이판 국제공항의 기후 | 사이판 국제공항의 기후 | 사이판 국제공항의 기후 | 사이판 국제공항의 기후 | 사이판 국제공항의 기후 | 사이판 국제공항의 기후 | 사이판 국제공항의 기후 | 사이판 국제공항의 기후 | 사이판 국제공항의 기후 | 사이판 국제공항의 기후 | 사이판 국제공항의 기후 | 사이판 국제공항의 기후 | 사이판 국제공항의 기후 |
| 월                                                               | 1월                    | 2월                    | 3월                    | 4월                    | 5월                    | 6월                    | 7월                    | 8월                    | 9월                    | 10월                   | 11월                   | 12월                   | 연간                   |
| ---------------------------------------------------------------- | ---------------------- | ---------------------- | ---------------------- | ---------------------- | ---------------------- | ---------------------- | ---------------------- | ---------------------- | ---------------------- | ---------------------- | ---------------------- | ---------------------- | ---------------------- |
| 역대 최고 기온 °C (°F)                                           | 32 (89)                | 32 (90)                | 33 (91)                | 34 (93)                | 36 (96)                | 34 (94)                | 37 (99)                | 35 (95)                | 34 (94)                | 33 (92)                | 33 (92)                | 32 (90)                | 37 (99)                |
| 일평균 최고 기온 °C (°F)                                         | 28.9 (84.1)            | 28.9 (84.0)            | 29.4 (84.9)            | 30.6 (87.1)            | 31.2 (88.2)            | 31.3 (88.4)            | 31.0 (87.8)            | 30.7 (87.2)            | 30.7 (87.2)            | 30.3 (86.6)            | 30.3 (86.5)            | 29.8 (85.7)            | 30.3 (86.5)            |
| 일일 평균 기온 °C (°F)                                           | 26.4 (79.5)            | 26.2 (79.1)            | 26.7 (80.0)            | 27.8 (82.0)            | 28.4 (83.1)            | 28.6 (83.4)            | 28.3 (82.9)            | 28.0 (82.4)            | 27.9 (82.2)            | 27.7 (81.8)            | 27.7 (81.9)            | 27.2 (81.0)            | 27.6 (81.6)            |
| 일평균 최저 기온 °C (°F)                                         | 23.8 (74.8)            | 23.4 (74.1)            | 24.0 (75.2)            | 24.9 (76.9)            | 25.6 (78.0)            | 25.8 (78.5)            | 25.6 (78.1)            | 25.3 (77.5)            | 25.1 (77.2)            | 25.1 (77.1)            | 25.2 (77.3)            | 24.7 (76.4)            | 24.9 (76.8)            |
| 역대 최저 기온 °C (°F)                                           | 21 (70)                | 21 (69)                | 21 (69)                | 21 (70)                | 23 (73)                | 22 (72)                | 22 (71)                | 21 (69)                | 22 (72)                | 21 (69)                | 21 (69)                | 21 (69)                | 21 (69)                |
| 평균 강우량 mm (인치)                                            | 93 (3.65)              | 64 (2.50)              | 50 (1.96)              | 70 (2.75)              | 79 (3.12)              | 108 (4.24)             | 189 (7.43)             | 327 (12.86)            | 290 (11.42)            | 272 (10.72)            | 132 (5.21)             | 96 (3.78)              | 1,769 (69.64)          |
| 평균 강우일수 (≥ 0.01 인치)                                      | 17.4                   | 15.3                   | 14.2                   | 16.4                   | 17.9                   | 20.2                   | 24.3                   | 23.9                   | 23.3                   | 24.5                   | 20.7                   | 18.9                   | 237.0                  |
| 출처: 미국 해양대기청 (평년값: 1991년~2020년, 극값: 2000년~현재) |                        |                        |                        |                        |                        |                        |                        |                        |                        |                        |                        |                        |                        |

## 농업과 식물상

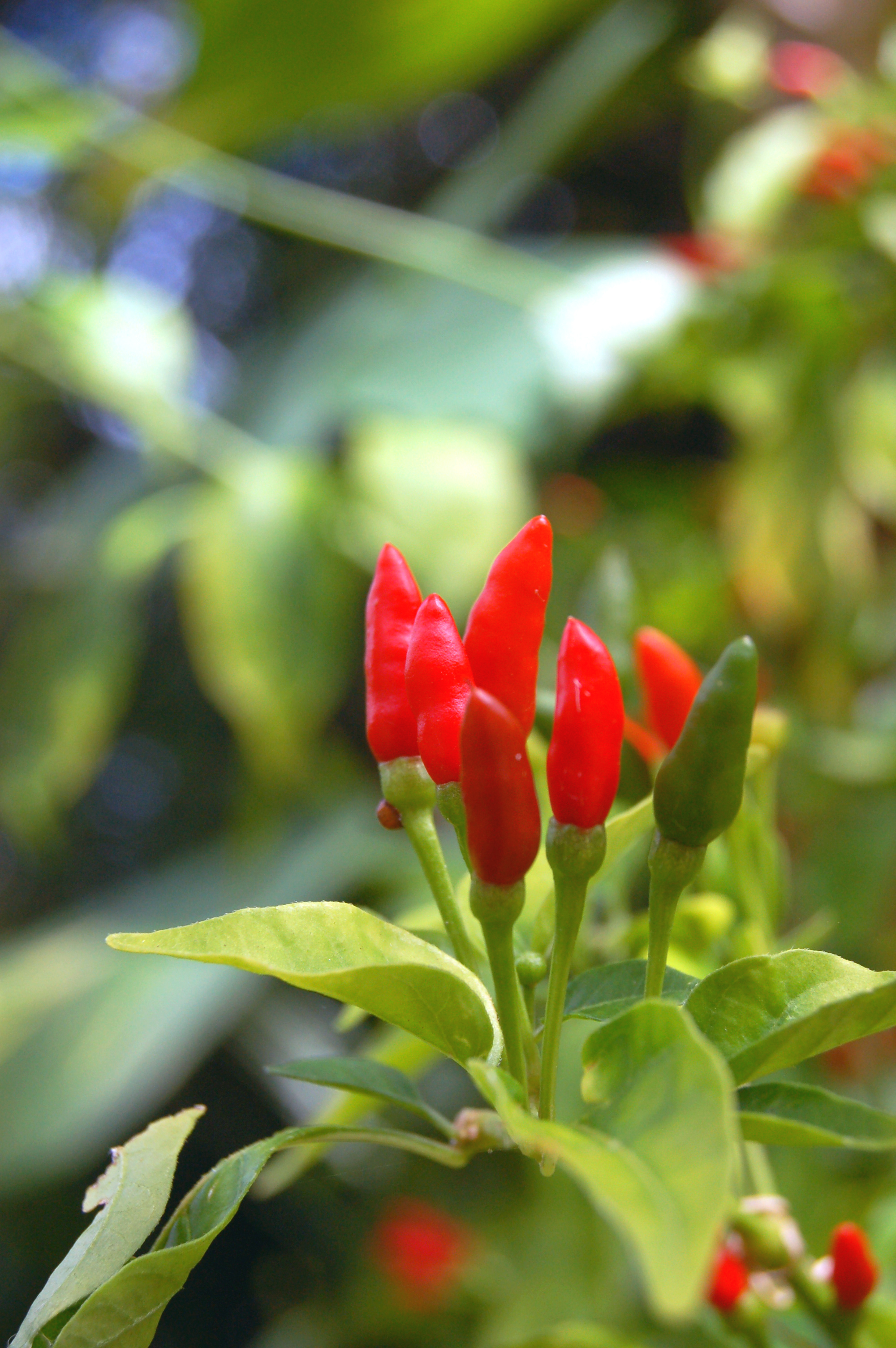
야생에서 자라고 있는 타이 매운 고추 혹은 티니안 고추.

섬에 미개발된 지역은 칼풀(sword grass) 초원과 탕간-탕간 (Tangan-Tangan)으로 알려진 밀집된 건조한 숲 정글로 덮여있다. 코코넛, 파파야, 지역적으로 "돈네 살리" 혹은 "부니에 고추"로 불리는 타이 매운 고추는 야생에서 자라는 과일들 중 하나이다. 망고, 토란 뿌리, 바나나는 지역의 가구와 농부들이 배양하는 많은 음식중 몇가지이다.

## 방송국
지역 텔레비전 방송국들은 다음과 같다:
- ABC7, ABC 제휴, 소렌센 미디어 그룹이 소유하고 있다.
- KSPN2, 플레임 트리 네트워크가 소유하고 있다.
- The Visitors Channel 3, 플레임 트리 네트워크가 소유하고 있다.
- KUAM (WSZE-TV 10), NBC 제휴, 패시픽 텔레스테이션스가 소유하고 있다.

## 교통

### 도로 교통
도로 교통으로는 DFS 셔틀버스와 DFS 택시 등이 있으며, DFS 택시의 경우 각 리조트에서 DFS 갤러리아로 갈 때만 이용하는 것을 추천한다. 그리고 DFS 셔틀버스의 경우 DFS 갤러리아에서 숙소로 갈 때 이용하면 유용하며, 택시보다는 시간이 더 걸리는 편이다. 셔틀버스의 경우 DFS 갤러리아를 중심으로 북쪽행 노선과 남쪽행 노선으로 나뉜다.

### 항공 교통
각만 지역에 일제시대의 활주로 흔적이 있으며, 현재 사이판 국제공항은 I Fadang(이 파당) 지역에 있다. 이 공항을 이용하여 국제선으로는 괌, 대한민국, 일본, 중국으로 갈 수 있으며, 계절편으로는 홍콩으로 가는 항공편도 있다. 국내선으로는 로타와 티니안으로 이어진다.  이 공항은 여객터미널 내에 국제선과 국내선 건물이 따로 있다. 괌과 로타로 가는 항공기는 30인승 크기이며 티니안에는 6인승 소형비행기가 주로 운항된다.

## 같이 보기
- 어밀리아 에어하트
- 원정 출산